# Ніколаєвська сільська рада (Бєлорєцький район)
Нікола́євська сільська рада (рос. Николаевский сельский совет) — муніципальне утворення у складі Бєлорєцького району Башкортостану, Росія. Адміністративний центр — село Ніколаєвка.

## Історія
17 грудня 2004 року до складу сільради були включені селище Верхньоаршинський ліквідованої Верхньоаршинської сільської ради, селище Верхньо-Більський та село Чорний Ключ Тірлянської селищної ради. Окрім того, зі складу сільради була виключена територія площею 19,78 км² і передана до складу Кірябінської сільради Учалинського району.

## Населення
Населення — 708 осіб (2019, 847 в 2010, 1098 в 2002).

## Склад
До складу поселення входять такі населені пункти:
| Населений пункт         | Населення, осіб (2002) | Населення, осіб (2010) |
| ----------------------- | ---------------------- | ---------------------- |
| Верхньоаршинський, село | 167                    | 119                    |
| Верхньобільський, село  | 417                    | 322                    |
| Махмутово, присілок     | 340                    | 264                    |
| Ніколаєвка, село        | 144                    | 113                    |
| Чорний Ключ, село       | 30                     | 29                     |